# Burgkirche (Bad Dürkheim)
Die Burgkirche ist eine ehemalige protestantische Pfarrkirche in Bad Dürkheim, die unter Denkmalschutz steht.

## Lage
Die Kirche befindet sich in der Bad Dürkheimer Kernstadt in der Leininger Straße  19 an deren Kreuzung mit der Burgstraße. Direkt neben ihr steht ein Pfarrhaus aus dem Jahr 1756, das ebenfalls Teil des Kulturdenkmals ist.

## Name
Der Name der Kirche rührt daher, dass sich einst an ihrer Stelle eine Burg der Leininger befand, die jedoch im Pfälzischen Erbfolgekrieg 1689 zerstört wurde.

## Geschichte

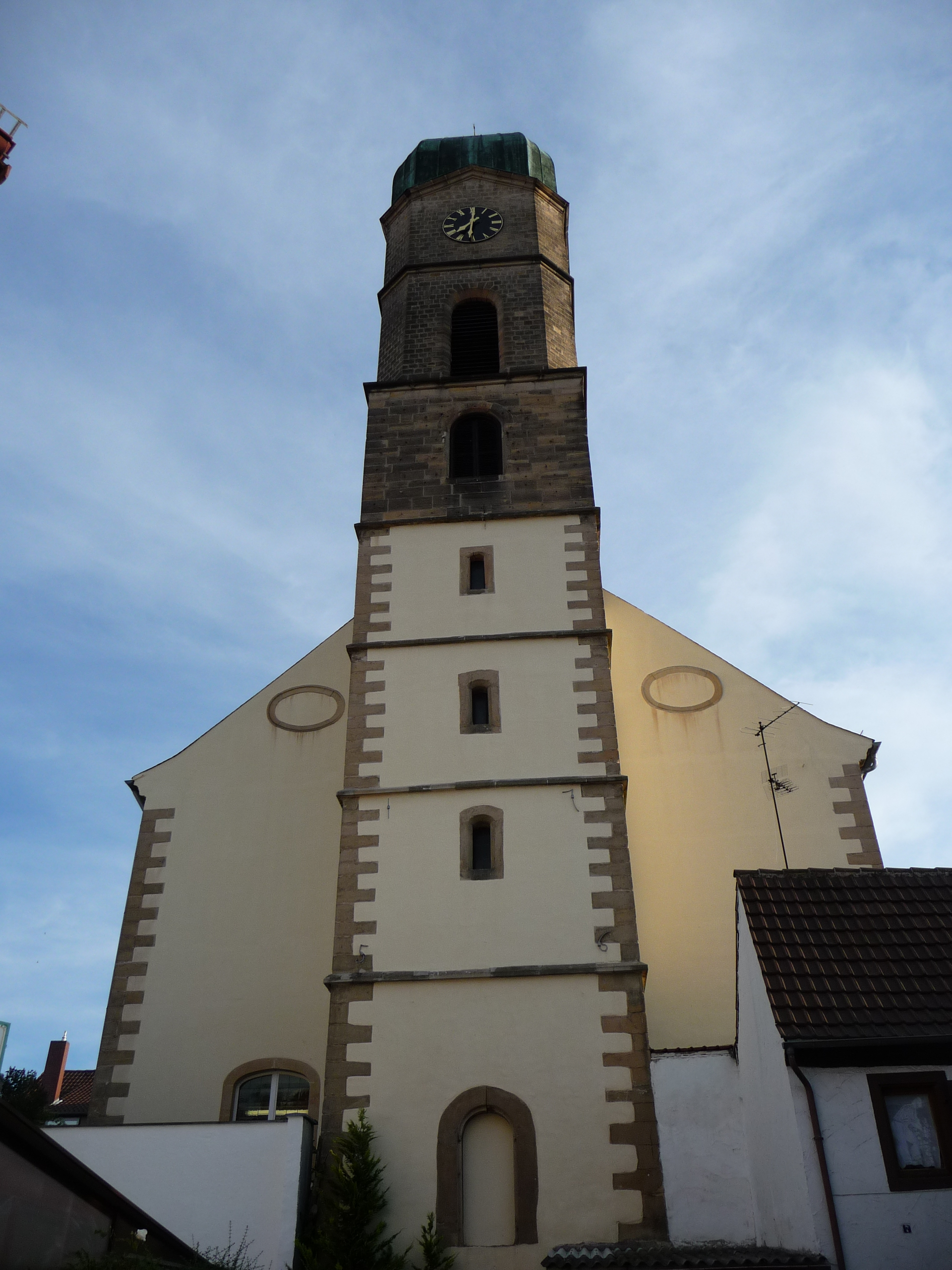
Turm der Burgkirche

Der Saalbau entstand im Zeitraum von 1726 bis 1729. Der Turm wurde im Barockstil zwischen 1756 und 1758 erbaut und 1840 um zwei Stockwerke in Quadermauerwerk erhöht. Nachdem die Kirche gegen Ende des  Zweiten Weltkriegs am 18. März 1945 durch Bomben zerstört worden war, wurde der Saalbau von 1953 bis 1956 wieder errichtet, außen unverändert, im Innern aber in zwei Stockwerke unterteilt. Als Architekten wirkten hierbei Hans und Ernst Buch aus Bad Dürkheim sowie Hans Georg Fiebiger aus Kaiserslautern. Seither sind im Erdgeschoss Gemeinderäume untergebracht, während das Obergeschoss den Gemeindesaal beherbergt.

## Weitere Verwendung
Die Burgkirche dient dem Kunstverein Bad Dürkheim für Veranstaltungen.